# Цинский кодекс
Великий Юридический кодекс Цин также известный как Цинский Кодекс или как Та Цин Леу Ли (кит. 大清律例) в законодательстве Гонконга, был юридическим кодексом империи Цин (1644–1912). Кодекс был основан на юридическом кодексе династии Мин, Великом кодексе династии Мин, который сохранился практически нетронутым. По сравнению с кодексом Мин, в котором было не более нескольких сотен законов и подзаконов, кодекс Цин содержал 1907 законов, которые более 30 раз пересматривались между 1644 и 1912 годами. Один из первых пересмотров сделали Вэй Чжоузуо и Бахана в 1660 году.
Кодекс Цин был последним юридическим кодексом Китайской империи. К концу династии Цин он был единственным правовым кодексом, действовавшим в Китае почти 270 лет. Даже после падения Империи Цин в 1912 году, конфуцианская философия общественного контроля закрепленная в кодексе Цин, оставалась влиятельной в германской правовой системе Китайской Республики, а затем и в советской системе КНР. Часть Цинского кодекса использовалась в британском Гонконге до 1971 года.
Кодекс был результатом сложной правовой культуры и занимал центральное место в правовой системе Империи Цин. Он показал высокий уровень преемственности с Танским кодексом, что указывало на то, что на высшем уровне китайской бюрократии активная правовая традиция существовала более тысячи лет.

## Смотрите также
- Танский кодекс
- Минский кодекс